# Kvadratroten ur 2
Kvadratroten ur 2 eller roten ur 2, är det positiva tal vars kvadrat är lika med 2. I geometrin är kvadratroten ur 2, det tal som anger längden av diagonalen i en kvadrat, vars sida har längden 1. Roten ur två är även förhållandet mellan längd och bredd på papper i A-format.
Roten ur två används bland annat för de olika stegen på ett objektivs bländare.
Talet, kvadratroten ur 2, avrundat till de tio första decimalerna 1,4142135624 (talföljd A002193 i OEIS).
Att talet inte är rationellt, visades redan av pythagoréerna på 400-talet före Kristus.
Vanligen visas att kvadratroten ur 2 inte är rationellt, det vill säga irrationellt, med ett så kallat reductio ad absurdum- eller motsägelsebevis.

## Pythagoréernasklassiska motsägelsebevis från cirka 450 före Kristus
Antag att √2 är ett rationellt tal, det vill säga att det finns heltal a och b sådana att
{\displaystyle {\frac {a}{b}}={\sqrt {2}}\qquad {\text{(1)}}}
där kvoten
{\displaystyle {\frac {a}{b}}}
är förkortad så långt som möjligt, det vill säga att a och b inte har några gemensamma faktorer.
Kvadrering av (1) ger
{\displaystyle {\frac {a^{2}}{b^{2}}}=2}
eller
{\displaystyle \ a^{2}=2b^{2}\qquad {\text{(2)}}}
Härav följer att a2 är ett jämnt tal (eftersom 2 multiplicerat med antingen ett jämnt eller udda tal ger ett jämnt tal) och således även att a är jämnt (bara jämna tal har jämna kvadrater). 
Eftersom a är ett jämnt tal kan a skrivas som
{\displaystyle \ a=2k}
där k är ett heltal.
Om 2k sätts in för a i (2) erhålls
{\displaystyle \ 4k^{2}=2b^{2}}
eller
{\displaystyle \ 2k^{2}=b^{2}}
Då är b2 jämnt och därmed är även b jämnt (enligt samma logik som ledde fram till att a är jämnt ovan). 
Alltså är både a och b jämna tal och de har därför en gemensam faktor, nämligen 2. 
Antagandet att a och b inte har några gemensamma faktorer har därmed lett fram till en kontradiktion och är därför falskt.
Alltså är √2 irrationellt.
Q.E.D.

## Motsägelsebevis från cirka 300 före Kristus, grundat påaritmetikens fundamentalsats
Antag att roten ur 2 är ett rationellt tal. Talet kan då skrivas som en kvot av två heltal:
{\displaystyle {\sqrt {2}}={\frac {p}{q}}}
Kvadrering av båda leden ger
{\displaystyle 2={\frac {p^{2}}{q^{2}}}}
Enligt aritmetikens fundamentalsats kan p uppdelas i n primtalsfaktorer enligt
{\displaystyle p=p_{1}\cdot p_{2}\cdot p_{3}\cdot ...\cdot p_{n}\,}
och på samma sätt kan q uppdelas i m primfaktorer,
{\displaystyle q=q_{1}\cdot q_{2}\cdot q_{3}\cdot ...\cdot q_{m}\,}
Då antalet primfaktorer i ett kvadratiskt tal är jämnt, följer att såväl p2 som q2 har ett jämnt antal primfaktorer. Enligt den andra ekvationen ovan har p2, förutom en faktor 2, samma primfaktorer som q2. Därmed måste p2 ha ett udda antal primfaktorer, vilket strider mot det nyss visade. Antagandet har därmed lett fram till en kontradiktion och därför är det, enligt reductio ad absurdum-regeln, falskt att roten ur 2 är rationellt.
Q.E.D.

### Övriga källor
- Morris Kline, Mathematical Thought from Ancient to Modern Times, New York, Oxford University Press 1972.